# John Vlazny
John George Vlazny (ur. 22 lutego 1937 w Chicago, zm. 25 maja 2025 tamże) – amerykański duchowny rzymskokatolicki, biskup pomocniczy Chicago w latach 1983–1987, biskup diecezjalny Winony w latach 1987–1997, arcybiskup metropolita Portlandu w Oregonie w latach 1997–2013.

## Życiorys
Ukończył Seminarium Przygotowawcze im. arcybiskupa Quigleya, a także Archidiecezjalne Seminarium Duchowne w Mundelein. Od 1958 przebywał w Rzymie i w 1962 na Uniwersytecie Gregoriańskim zdobył licencjat z teologii. Święcenia kapłańskie otrzymał 20 grudnia 1961 w bazylice św. Piotra w Rzymie. Po powrocie do kraju pracował jako wikariusz w kilku parafiach. Wykładał również w swym rodzimym seminarium przygotowawczym. Od 1979 był proboszczem parafii św. Alojzego w Chicago, a w latach 1981–1983 rektorem Niles College Seminary.
18 października 1983 otrzymał nominację na biskupa pomocniczego archidiecezji Chicago ze stolicą tytularną Stagnum. Sakry udzielił mu zwierzchnik archidiecezji, kardynał Joseph Bernardin. 19 maja 1987 został ordynariuszem diecezji Winony w stanie Minnesota. Po dziesięciu latach, 28 października 1997, przeniesiony został na stanowisko arcybiskupa metropolity Portlandu w Oregonie. Ingres odbył 19 grudnia 1997. W Konferencji Katolickich Biskupów Stanów Zjednoczonych został konsultantem w Komisji ds. Kultu Bożego.
29 stycznia 2013 papież Benedykt XVI przyjął jego rezygnację z powodu osiągniętego wieku emerytalnego.